# Leonhard Selle
Leonhard Selle (* 18. November 1816 in Gelting; † 21. Juli 1884 in Tönning) war ein deutscher Lehrer und Organist.
Selle erhielt 1837 auf der Flensburger Gelehrtenschule das Reifezeugnis und besuchte dann ein Schullehrerseminar in Tondern, das er 1842 abschloss. Hier lernte er Klaus Groth kennen.
Im Februar 1843 zog Selle nach Landkirchen auf der Insel Fehmarn und nahm die Stelle des Lehrers und Organisten an der Kirche an. Im Jahre 1847 holte er den erkrankten Groth zu sich nach Landkirchen und beherbergte ihn bis zu dessen Genesung 1853. In diesen sechs Jahren entstand Groths plattdeutsche Gedichtsammlung Quickborn. Mehrere der Gedichte des Quickborn wurden von Selle vertont.
Aus gesundheitlichen Gründen gab er sein Amt in Landkirchen 1855 auf und zog nach Rendsburg, wo er als Privatmusiklehrer arbeitete. 1859 wurde er Elementarlehrer an der Frei- und Armenschule Rendsburg. Später übernahm er das Organistenamt an der Marienkirche. Leonhard Selle heiratete am 21. Juli 1865 seine verwitwete Schwägerin Pauline, geb. Frieben.
Am 1. April 1884 schied Selle aus seinen Ämtern aus. Nach seinem Tod am 21. Juli 1884 in Tönning wurde er auf dem St.-Marien-Friedhof in Rendsburg begraben.
Leonhard Selles jüngerer Bruder Christian August Thomas war lutherischer Prediger in Chicago, sein ältester Bruder Gustav (* 1808) war Lehrer und Organist in Rendsburg.